# Jesko Raffin
Jesko Raffin (Zurique, 12 de junho de 1996) é um motociclista suíço, atualmente compete na Moto2 pela Garage Plus Interwetten. 

## Carreira
Jesko Raffin fez sua estreia na Moto2 em 2012. 